# 칼케돈 기독교
칼케돈 기독교는 451년에 열렸던 제4차 세계공의회인 칼케돈 공의회의 신학적, 교회학적 결의를 수용하고 옹호하는 기독교의 종파이다. 칼케돈 기독교는 예수 그리스도의 한 위격 안의 두 본성(신성과 인성)의 결합에 따라서, 그가 완전한 하나님이시자 완전한 인간이라 인정하는 칼케돈의 기독론적 정의를 수용한다. 칼케돈 기독교도 니케아-콘스탄티노폴리스 신경에 대한 칼케돈의 확인을 수용하여, 칼케돈주의가 니케아 기독교에 헌신함을 인정했다.
칼케돈 공의회의 신학적 결의에 대한 그들의 명확한 태도와 관하여 기독교 교파(역사적과 현대적인 교파 모두)는 다음과 같이 나눌 수 있다.
- 칼케돈 – 칼케돈 공의회의 신학적 결의를 받아들이는 교파.
- 준칼케돈 – 칼케돈 신학적 결의의 수용이 부분적 또는 조건부인 교파.[6]
- 비칼케돈 – 칼케돈 공의회의 신학적 결의를 거부하는 교파.

오늘날, 칼케돈 기독교는 로마 가톨릭교회, 동방 정교회, 개신교 교파를 아우르는 반면, 비칼케돈 기독교 또는 합성론 기독교는 오리엔트 정교회를 아우른다.

## 역사

칼케돈 공의회에서 제정한 교회법 (451년)

칼케돈 공의회 동안 제기된 교조적인 논쟁은 칼케돈 분열로 이어졌고, 따라서 오리엔트 정교회로 알려진 교회들의 비칼케돈 조직이 형성되었다. 칼케돈 교회들은 로마의 성좌, 콘스탄티노폴리스(또는 새 로마)의 세계 총대주교청과 중동의 동방 정교회 총대주교청(즉, 알렉산드리아, 안티오키아와 예루살렘)과 결속하여 유지되었다. 이 다섯 명의 총대주교는 함께 정통 가톨릭 기독교와 칼케돈 신앙고백의 기둥으로 여겨졌다. 6세기 황제 유스티니아누스 1세의 치세 동안, 다섯 총대주교좌는 제국의 기독교 교회의 공식적인 교회 권한을 가진 펜타르키로 인정되었다.
오늘날, 기독교 교파의 대부분은 칼케돈 기독교에 찬성한 펜타르키로부터 유래한 것으로 여겨질 수 있으며, 크게 라틴어를 사용하는 서방의 로마 가톨릭교회, 그리스어를 사용하는 동방의 동방 정교회, 종교 개혁의 여파로 만들어진 개신교로 나뉜다.
칼케돈의 기독론적 정의를 거부한 집단은 아르메니아 교회의 다수, 콥트 교회 , 에티오피아 교회였으며, 인도 교회의 일부와  시리아 기독교회(이들 중 후자는 자코비테인으로 확인됨)를 포함한다. 오늘날, 이러한 단체들은 일괄되어 비칼케돈 교회, 합성론파, 또는 오리엔탈 정교회라고 알려져 있다.
특히 동로마 제국 내부의 카파도키아와 트레비존드 지역의 일부 아르메니아 기독교인들은 칼케돈 공의회의 결정을 받아들여 아르메니아 사도교회에 반대하는 논쟁을 벌였다.
572–591년 동로마-사산 전쟁 귀결 후, 동로마 제국의 직접 통치는 아르메니아의 모든 서부 지역으로 확장되었고, 황제 마우리키우스(582년–602년)는 곧 아르메니아 교회의 현지 친칼케돈파를 지원함으로써 전체 지역에 대한 그의 정치적 지배를 강화하기로 결정했다. 593년 서부 아르메니아 주교들의 지역 회의가 테오도시폴리스에서 소집되었으며, 칼케돈의 정의에 대한 충성을 선언했다.
회의는 또한 바가란의 요한(요한네스 또는 호반네스)을 칼케돈 아르메니아 교회의 새로운 가톨리코스로 선출하였다.

## 칼케돈 기독론
칼케돈 공의회에 참석한 이들은 삼위일체론과 위격적 연합의 개념을 받아들였고, 아리우스주의, 양태론적 단일신론, 에비온주의를 이단으로 거부했다.(AD 325년 제1차 니케아 공의회에서도 거부되었다.) 공의회에 참석한 이들은 또한 네스토리우스주의, 에우티케스주의, 단성론의 기독교 교리를 거부하였다. (이 교리는 431년 제1차 에페소스 공의회에서도 거부되었다.)

## 자료
- Athanasopoulos, Constantinos; Schneider, Christoph, 편집. (2013). 《Divine Essence and Divine Energies: Ecumenical Reflections on the Presence of God》. Cambridge, UK: James Clarke & Co.
- Kharlamov, Vladimir (2009). 《The Beauty of the Unity and the Harmony of the Whole: The Concept of Theosis in the Theology of Pseudo-Dionysius the Areopagite》. Eugene: Wipf and Stock Publishers.
- Chesnut, Roberta C. (1978). “The Two Prosopa in Nestorius' Bazaar of Heracleides”. 《The Journal of Theological Studies》 29: 392–409.
- González, Justo L. (2005). 《Essential Theological Terms》. Louisville: Westminster John Knox Press.
- Florovsky, Georges (1987). 《The Eastern Fathers of the Fourth Century》. Vaduz: Büchervertriebsanstalt.
- Grillmeier, Aloys (1975) [1965]. 《Christ in Christian Tradition: From the Apostolic Age to Chalcedon (451)》 2 revis판. Louisville: Westminster John Knox Press.
- Kelly, John N. D. (2006) [1972]. 《Early Christian Creeds》 3판. London-New York: Continuum.
- Loon, Hans van (2009). 《The Dyophysite Christology of Cyril of Alexandria》. Leiden-Boston: Brill.
- Menze, Volker L. (2008). 《Justinian and the Making of the Syrian Orthodox Church》. Oxford: Oxford University Press.
- Meyendorff, John (1966). 《Orthodoxy and Catholicity》. New York: Sheed & Ward.
- Meyendorff, John (1989). 《Imperial Unity and Christian Divisions: The Church 450–680 A.D.》. Crestwood, NY: St. Vladimir's Seminary Press.
- Nichols, Aidan (2010) [1992]. 《Rome and the Eastern Churches: A Study in Schism》 2 revis판. San Francisco: Ignatius Press.
- Norris, Richard A., 편집. (1980). 《The Christological Controversy》. Minneapolis: Fortess Press.
- Ostrogorsky, George (1956). 《History of the Byzantine State》. Oxford: Basil Blackwell.
- Pásztori-Kupán, István (2006). 《Theodoret of Cyrus》. London & New York: Routledge.